# Bernard Guerrier de Dumast
Bernard Guerrier de Dumast, né le 21 janvier 1932 à Metz et mort le 17 novembre 2019 à Nancy, est un industriel français.

## Origines
Bernard Guerrier de Dumast est le fils du général baron Maxime Guerrier de Dumast et de la comtesse Jeanne de Gourcy Récicourt.
Il fait ses études à l'université Saint-Joseph de Beyrouth, à l'université de Cambridge, à l'Institut d'études politiques de Paris et à la Faculté de droit de Paris (licence). Il complète sa formation par un brevet du Centre de hautes études administratives près l'École nationale d'administration (France).

## Carrière
Il commence comme journaliste au Moyen-Orient (1953-1954) avant d'entrer en 1956 chez Saint-Gobain-Pont-à-Mousson où il fit toute sa carrière.

### Saint-Gobain-Pont-à-Mousson
Attaché à la direction de l'exportation en 1956, Bernard Guerrier de Dumast est ensuite nommé adjoint au directeur du personnel puis, en 1965, chef du service du personnel et chargé de mission auprès du directeur du département des questions sociales. En 1968, il devient directeur de service puis directeur des relations humaines en 1972 avant de prendre la tête des affaires sociales en 1979. Nommé Secrétaire général en 1982, il achève sa carrière comme président de la commission des finances (1989-1995) puis en tant que président de la section européenne et internationale (1996-1999).

## Engagement politique et économique
Bernard Guerrier de Dumast a été plusieurs fois adjoint d'André Rossinot, maire de Nancy.
Il a également été président de la Chambre de commerce et d'industrie Grand Nancy Métropole Meurthe-et-Moselle et de la Chambre régionale de commerce et d'industrie de Lorraine, et vice-président du Conseil économique, social et environnemental de Lorraine. Il a présidé de nombreux organismes professionnels.

## Distinctions
- Chevalier de l’ordre de la Toison d'or, reçu en 2001 de SAIR le prince Charles de Habsbourg-Lorraine (cette décoration ne peut pas être acceptée et portée en France car la France ne reconnaît que l'Ordre de la Toison d'Or décernée par l'Espagne)
- Officier de la Légion d'honneur
- Chevalier de l'ordre des Palmes académiques
- Chevalier de l'ordre du Mérite agricole
- Médaille d'honneur du travail, or
- Grand-croix de l'ordre pro Merito Melitensi
- Médaille d'or de la Société industrielle de l'Est

## Sociétés savantes, clubs et associations
- Vice-président de la Société d'histoire de la Lorraine et du Musée lorrain
- Membre de l'Académie de Stanislas, ancien président
- Membre du Jockey Club de Paris
- Membre du Rotary International (district 1790)
- ancien président (démission en 2015) de l'Association des Amis de Saint-Nicolas-des-Lorrains à Rome
- Délégué départemental puis régional des Vieilles maisons françaises de 1976 à 2002
- Membre de l'Académie Lorraine des Sciences de 2000 à 2019.